# Ян Шліхтин
Ян Лукаш Шліхтин (пол. Jan Łukasz Szlichtyn; 26 червня 1709 — 1764) — львівський друкар часів Речі Посполитої.

## Життєпис
Походив зі спольщеного німецького роду, що походив з Мальборку. Син Францішека Шліхтина, майстра-палітурника і члена Колегії 40-ка мужів, та Доротеї Недбалович. Народився 1709 року у Львові. 1720 року помирає батько, а матір виходить заміж за друкаря Юзефа Мосцицького. 1729 року Ян Лукаш вже значиться як платник податку з частини Єльонківської кам'яниці (на Єзуїтській вулиці).
На початку 1730-х років завершив навчання на іннтролігатора (майстра-палітурника). Продовжив навчання у Кракові, де 25 вересня 1733 року отримав посвідчення місцевого палітурного цеху. Десь в цей час помирає його мати. 18 жовтня 1734 року отримує львівське громадянство. 1738 року став членом Колегії 40-ка мужів. Водночас перебирається до Фауербахівської кам'яниці, де став орендувати приміщення. 1739 року оженився, невдовзі після чого купив приміщення в Дармоховській кам'яниці.
На початку 1740-х років торгував книгами у Дармоховській кам'яниці. 1744 року отримав від магістрату статус майстра з правом робити оправи книг, навчати підмайстрів та учнів. 1747 року стає одним з провізорів шпиталю Св. Духа.
1750 року обирається віцерегентом Колегії 40-ка мужів. 1751 року знову обирається провізором шпиталю Св. Духа. 1752 року разом з друкарем В.Карасінським був виконавцем заповіту друкаря П.Ґольчевського. 1754 року спільно з Іваном Филиповичем зробив оцінку його друкарні. Невдовзі викупив усю Дармоховську кам'яницю. 12 вересня того ж року отримав від короля Августа III привілей на книгодрукування. Викупив друкарські матеріали за 3300 польських злотих в спадкоємців П.Ґольчевського. 1755 року надруковано перші 2 книги. Протягом наступних 10 років вийшло 20 видань, насамперед з релігійної та історичної тематики.
1 липня 1763 року за 7 тис. польських злотих викупив Шульцівську кам'яницю. Помер Ян Шліхтин у березні 1764 року, залишивши статків на 109686 флоринів.

## Родина
Дружина — Аполлонія, донька Яна Маркевича, члена Колегія 40-ка мужів.
Діти:
- Лукаш (1749—після 1783)
- Себастіан (1752—після 1782)
- Катерина (1753—д/н), дружина: 1) лавника Францішека Пайкера; 2)Францішека Берчовського
- Казимир (1756—після 1787)
- Петро (1760—після 1786), судовий геотметр Королівства Галичини і Володимирії